# Antonio Barreto Sira
Antonio María Barreto Sira (Cantaura , estado Anzoátegui, Venezuela, 14 de noviembre de 1955) es un ingeniero agrónomo, graduado en la Universidad de Costa Rica (UCR), exjugador de Vóleibol y político venezolano, gobernador del estado Anzoátegui entre 2017 y 2021. Miembro del partido Acción Democrática, entre 2011 y 2017 fue diputado a la Asamblea Nacional de Venezuela, formando parte de la Comisión Permanente de Energía y Petróleo. Anteriormente, ejerció como alcalde de Cantaura, Municipio Freites del Estado Anzoátegui, durante dos periodos entre 1996 y 2004.

## Biografía
Barreto Sira realizó los estudios primarios y secundarios en su ciudad natal, en el colegio Santa Joaquina de Vedruna y el Liceo Felipe Guevara Rojas. Se graduó como ingeniero agrónomo en la Universidad de Costa Rica. Entre 1975 y 1984 fue profesor de Fitotecnia en esta casa de estudios. Luego, y durante el lapso de once años, ejerció como presidente de la empresa Centeno, Mantenimiento	y Construcciones.

### Alcalde de Cantaura (1996-2004)
En diciembre de 1995 Barreto Sira fue elegido alcalde de Cantaura. Durante su gestión a la cabeza del Municipio Freites, destacaron obras como el Complejo Ferial, la Piscina Olímpica o el Gimnasio José Santana Siso. También ejerció el cargo de primer vicepresidente de la Asociación de Alcaldes de Venezuela.
En el año 2004 compitió por la gobernación del estado en contra el candidato oficialista Tarek William Saab, perdiendo al solo obtener el 42% de los votos. 
Barreto Sira buscó ser candidato nuevamente en 2008, pero esta candidatura no prosperó debido a la inhabilitación interpuesta por el entonces contralor Clodosbaldo Russián, un episodio que afectó a más de 300 políticos opositores al gobierno de Hugo Chávez.

### Diputado a la Asamblea Nacional (2011-2017)
Como candidato en voto lista en las elecciones para la  Asamblea Nacional en 2010, Barreto Sira obtuvo un curul como diputado en representación de su estado.  
Posteriormente gana las elecciones primarias opositoras, siendo el candidato de la Unidad para las elecciones regionales de diciembre de 2012. En medio de la decepción del electorado por la derrota de Henrique Capriles, Barreto Sira pierde esta vez ante Aristóbulo Istúriz. En 2015 fue reelegido diputado. 

### Gobernador de Anzoátegui (2017- 2021)

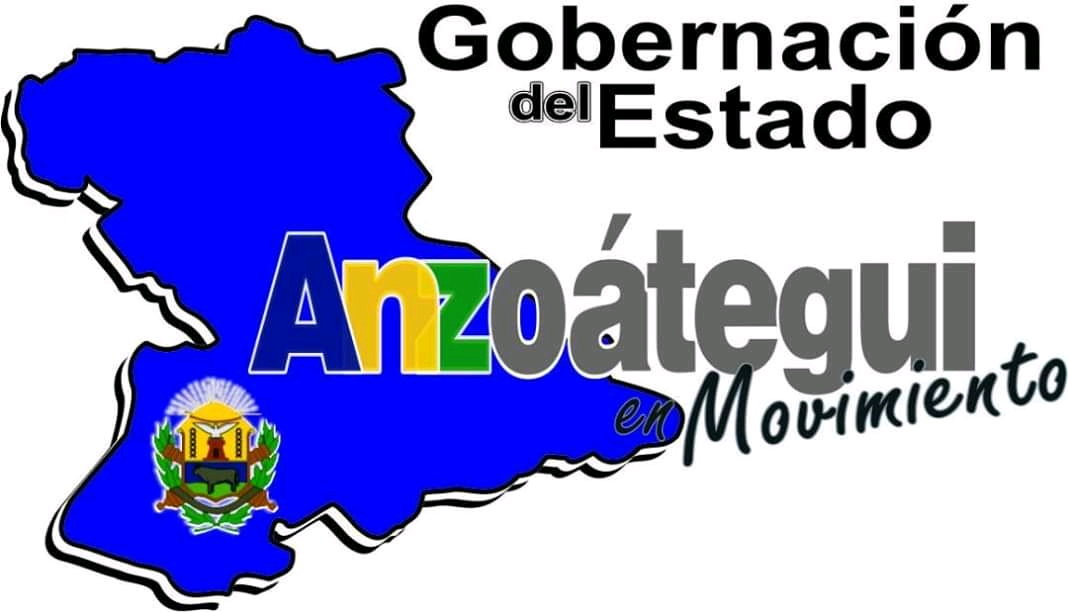
Logo de la Gobernación del Estado Anzoátegui durante su gestión (2017-2021).

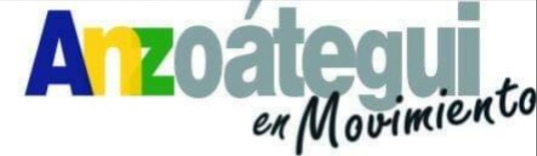
Logo de su plan de gobierno.

Resulta ganador de las elecciones regionales del 2017 en el estado Anzoategui frente a Istúriz con el 51.76% de los votos, obteniendo así una gobernación que durante casi dos décadas había ganado el chavismo.
El 23 de octubre de 2017 se juramentó con la Asamblea Nacional Constituyente, recibiendo críticas por parte del sector opositor.
Para noviembre de 2017 inició el «Plan Anzoátegui en Movimiento», el cual agrupa los diferentes programas de su gestión, entre los cuales se pueden mencionar: 
- Asistencia para la Vida»
- «Farma Móvil»
- «Operación Anteojitos»
- «Operación Sonrisa»
- «Salud Mujer Anzoátegui»
- «Operación Saca Puntas»
- «Deporte en Movimiento»
- «Cultura en Movimiento»
- «Olla Solidaria»
- «Mamá Arepa»
- «Agua para la Vida»
- «Atención Directa con el Gobernador»
- «Operación Limpieza Anzoátegui»
- «Operación Tapa Huecos»
- «Obras para la Vida»
- «Operación Lucerito»

En marzo de 2018 Barreto Sira presentó el «Plan estadal de desarrollo de Anzoátegui», en el que se realiza un diagnóstico y se trazan las grandes líneas de acción para el periodo.
Nicolás Maduro designó en junio de 2020 a Aristóbulo Istúriz como «protector del estado Anzoátegui», figura paralela a la gobernación ganada por Barreto Sira.
| \| Resultados de las elecciones regionales en Anzoátegui, octubre de 2017 \| Resultados de las elecciones regionales en Anzoátegui, octubre de 2017 \| Resultados de las elecciones regionales en Anzoátegui, octubre de 2017 \| Resultados de las elecciones regionales en Anzoátegui, octubre de 2017 \| Resultados de las elecciones regionales en Anzoátegui, octubre de 2017 \| \| ---------------------------------------------------------------------- \| ---------------------------------------------------------------------- \| ---------------------------------------------------------------------- \| ---------------------------------------------------------------------- \| ---------------------------------------------------------------------- \| \| Candidato \| Candidato \| \| Votos \| Votos \| \| Antonio Barreto Sira \| Antonio Barreto Sira \| \| 51,69 % \| 51,69 % \| \| Aristóbulo Istúriz \| Aristóbulo Istúriz \| \| 47,06 % \| 47,06 % \| \| Otros candidatos \| Otros candidatos \| \| 1,25 % \| 1,25 % \| |                      |  |         |         |
| Resultados de las elecciones regionales en Anzoátegui, octubre de 2017 |                      |  |         |         |
| Candidato | Candidato            |  | Votos   | Votos   |
| Antonio Barreto Sira | Antonio Barreto Sira |  | 51,69 % | 51,69 % |
| Aristóbulo Istúriz | Aristóbulo Istúriz   |  | 47,06 % | 47,06 % |
| Otros candidatos | Otros candidatos     |  | 1,25 %  | 1,25 %  |

En las Elecciones Regionales de 2021, Barreto Sira buscó la candidatura para la reelección, pero fue derrotado por el Periodista Chavista Luis José Marcano. Su periodo como gobernador culminó cuando se juró su sucesor el 3 de diciembre de 2021, provocando el regreso del chavismo en la entidad oriental.